# Список номинантов и лауреатов премии «Золотая маска» 2013 года
«Золотая маска» — российская национальная театральная премия и фестиваль. «Золотая маска» была учреждена Союзом театральных деятелей России (СТД РФ) в 1993 году (в некоторых источниках назван 1994 год) по инициативе народного артиста СССР М. А. Ульянова (председатель СТД РФ в 1986—1996 годах) и при участии его заместителя В. Г. Урина и драматурга В. В. Павлова.

## О премии
Премия присуждается на конкурсной основе один раз в год по итогам прошедшего театрального сезона за творческие достижения в области театрального искусства, вручается спектаклям всех жанров театрального искусства: драма, опера, балет, оперетта и мюзикл, кукольный театр.
Для отбора спектаклей на конкурсы создаётся два экспертных совета — один для спектаклей театра драмы и театров кукол, второй для спектаклей оперы, оперетты / мюзикла и балета. Для определения победителей — лауреатов из состава номинантов (тайным голосованием по результатам фестиваля), создаётся два профессиональных жюри — по аналогии с экспертными советами — одно для спектаклей театра драмы и театров кукол и второе для спектаклей оперы, оперетты / мюзикла и балета. В состав жюри не могут входить создатели и исполнители спектаклей, участвующих в фестивале, а также члены экспертного совета.

## Лауреаты и события фестиваля «Золотая маска» 2013 года
В Москве 19-й фестиваль «Золотая маска» прошёл с 28 января по 15 апреля 2013 года. Для определения номинантов эксперты посмотрели в театрах и на видеозаписи 608 спектаклей в Москве, Санкт-Петербурге и городах России.
В 2013 году фестивали «Лучшие спектакли в городах России и странах Балтии» прошли в Омске, Ульяновске, Петрозаводске, Череповце, а также в Латвии, Эстонии и на Украине. В феврале — апреле 2013 года в рамках проекта «Премьеры Мариинского театра в Москве» прошли показы опер «Пеллеас и Мелизанда» и «Сказки Гофмана», а также балета «Сон в летнюю ночь». В программе «Легендарные спектакли и имена» был продемонстрирован спектакль Хайнера Геббельса «Вещь Штифтера» Театра Види-Лозанн из Швейцарии. В «Маске Плюс». проходившей уже в пятый раз, приняли участие российские спектакли, спектакли из стран СНГ и Балтии, из Европы и США, отобранные экспертами, но не попавшие в основную фестивальную программу. Программа «Новая пьеса» включила в себя российские и зарубежные спектакли по современным текстам, а также дискуссии, мастер-классы, семинары. С 4 по 8 апреля была проведена программа «Russian Case», список участников которой составляла Кристина Матвиенко.

### Номинанты премии «Золотая маска» 2013 года
Номинанты Премии «Золотая Маска»-2013 года были определены Экспертными советами в составе:
- Музыкальный театр — Лариса Барыкина (председатель), Дмитрий Абаулин, Екатерина Васенина, Вадим Журавлев, Екатерина Кретова, Наталья Курюмова, Дмитрий Ренанский, Инна Скляревская, Елена Привалова.
- Драматический театр и театр кукол — Марина Давыдова (председатель), Ксения Аитова, Александр Вислов, Елена Герусова, Алексей Гончаренко, Екатерина Дмитриевская, Олег Лоевский, Алеся Махмутова, Кристина Матвиенко, Ирина Холмогорова[5].

Таблица номинантов составлена на основании официального опубликованного списка, с группировкой по спектаклям. Положение о премии и фестивале «Золотая маска» не регламентирует максимальное количество номинантов в одной номинации. Каждый экспертный совет самостоятельно определяет номинантов соответствующих конкурсов, но должен отобрать для соискания премии в любой номинации не менее двух номинантов, что обеспечивает соблюдение конкурсной основы соискания и присуждения премии. Экспертные советы имеют право принять решение об отсутствии номинантов премии в любой номинации. В таблице объединены в одну колонку номинации «лучшая женская роль» и «лучшая мужская роль».
Легенда:
  — Спектакль номинирован в номинации «Лучший спектакль»

«–» — Этот аспект спектакля не номинирован
| Конкурс спектаклей драматического театра (спектакль большой формы)                      | Конкурс спектаклей драматического театра (спектакль большой формы) | Конкурс спектаклей драматического театра (спектакль большой формы) | Конкурс спектаклей драматического театра (спектакль большой формы)                                                                       | Конкурс спектаклей драматического театра (спектакль большой формы) | Конкурс спектаклей драматического театра (спектакль большой формы) | Конкурс спектаклей драматического театра (спектакль большой формы) |
| --------------------------------------------------------------------------------------- | ------------------------------------------------------------------ | ------------------------------------------------------------------ | --- | ------------------------------------------------------------------ | ------------------------------------------------------------------ | ------------------------------------------------------------------ |
|                                                                                         |                                                                    |                                                                    | |                                                                    |                                                                    |                                                                    |
| Спектакль/номинации                                                                     | лучший спектакль                                                   | лучшая работа режиссёра                                            | лучшая роль | лучшая роль второго плана                                          | лучшая работа художника-постановщика                               | лучшая работа художника по свету                                   |
|                                                                                         |                                                                    |                                                                    | |                                                                    |                                                                    |                                                                    |
| «Без названия» Российский театр драмы имени Ф. Волкова, Ярославль                       | зелёная ✓                                                          | Евгений Марчелли                                                   | Виталий Кищенко (Платонов) | –                                                                  | –                                                                  | –                                                                  |
| «Гедда Габлер» Александринский театр, Санкт-Петербург                                   | зелёная ✓                                                          | Кама Гинкас                                                        | Мария Луговая (Гедда) | Юлия Марченко (Теа)                                                | Сергей Бархин                                                      | Глеб Фильштинский                                                  |
| «Год, когда я не родился» Театр-студия под руководством Олега Табакова, Москва          | зелёная ✓                                                          | Константин Богомолов                                               | – | Наталья Тенякова (Судакова)                                        | –                                                                  | –                                                                  |
| «Ленька Пантелеев. Мюзикл» Театр юных зрителей имени А. А. Брянцева, Санкт-Петербург    | зелёная ✓                                                          | Максим Диденко и Николай Дрейден                                   | Илья Дель (Ленька Пантелеев) | –                                                                  | Павел Семченко                                                     | –                                                                  |
| «Маленькие трагедии Пушкина» Театр «Сатирикон» имени Аркадия Райкина, Москва            | зелёная ✓                                                          | Виктор Рыжаков                                                     | – | –                                                                  | –                                                                  | –                                                                  |
| «Пристань» Государственный академический театр имени Е. Вахтангова, Москва              | зелёная ✓                                                          | Римас Туминас                                                      | Галина Коновалова (бывшая артистка императорских театров («Благосклонное участие»)) • Юрий Яковлев (Николай Алексеевич («Темные аллеи»)) | –                                                                  | –                                                                  | Майя Шавдатуашвили                                                 |
| «Софокл. Эдип, тиран» Театр юного зрителя имени Ю. П. Киселёва, Саратов                 | зелёная ✓                                                          | Маттиас Лангхофф                                                   | – | –                                                                  | Маттиас Лангхофф                                                   | –                                                                  |
| «Таланты и поклонники» Академический театр имени Владимира Маяковского, Москва          | зелёная ✓                                                          | Миндаугас Карбаускис                                               | Ирина Пегова (Негина) | Светлана Немоляева (Домна Пантелевна)                              | Сергей Бархин                                                      | –                                                                  |
| «Фрекен Жюли» Театр наций, Москва                                                       | зелёная ✓                                                          | Томас Остермайер                                                   | Чулпан Хаматова (Фрекен Жюли) • Евгений Миронов (Жан)                                                                                    | –                                                                  | –                                                                  | –                                                                  |
|                                                                                         |                                                                    |                                                                    | |                                                                    |                                                                    |                                                                    |
| Конкурс спектаклей драматического театра (спектакль малой формы)                        |                                                                    |                                                                    | |                                                                    |                                                                    |                                                                    |
|                                                                                         |                                                                    |                                                                    | |                                                                    |                                                                    |                                                                    |
| «Август: Графство Осейдж» Театр «Глобус», Новосибирск                                   | зелёная ✓                                                          | Марат Гацалов                                                      | Людмила Трошина (Вайлет Уэстон) | Лаврентий Сорокин (Стив Хайдебрехт)                                | Алексей Лобанов                                                    | –                                                                  |
| «Антитела» Театр «Балтийский дом», Санкт-Петербург                                      | зелёная ✓                                                          | –                                                                  | Ольга Белинская (Мать Паши) | –                                                                  | –                                                                  | –                                                                  |
| «Горки-10» Театр «Школа драматического искусства» и Лаборатория Дмитрия Крымова, Москва | зелёная ✓                                                          | Дмитрий Крымов                                                     | – | –                                                                  | Мария Трегубова                                                    | –                                                                  |
| «Двое в твоём доме» Театр.doc, Москва                                                   | зелёная ✓                                                          | –                                                                  | – | –                                                                  | –                                                                  | –                                                                  |
| «Дураки на периферии» Камерный театр, Воронеж                                           | зелёная ✓                                                          | Михаил Бычков                                                      | – | –                                                                  | –                                                                  | –                                                                  |
| «Злая девушка» Театр юных зрителей имени А. А. Брянцева, Санкт-Петербург                | зелёная ✓                                                          | Дмитрий Волкострелов                                               | – | –                                                                  | Ксения Перетрухина                                                 | –                                                                  |
| «Лир» Театр «Приют Комедианта», Санкт-Петербург                                         | зелёная ✓                                                          | Константин Богомолов                                               | Роза Хайруллина (Король Лир) | –                                                                  | –                                                                  | –                                                                  |
| «Оккупация — милое дело, или О, Федерико!» Театр «Около дома Станиславского», Москва    | зелёная ✓                                                          | Юрий Погребничко                                                   | Лилия Загорская (женщина) | –                                                                  | –                                                                  | –                                                                  |
| «Путешествие Алисы в Швейцарию» Драматический театр имени А. С. Пушкина, Красноярск     | зелёная ✓                                                          | Олег Рыбкин                                                        | Наталья Горячева (Алиса Галло) | –                                                                  | –                                                                  | –                                                                  |

| Конкурс спектаклей театров оперы                                                                      | Конкурс спектаклей театров оперы | Конкурс спектаклей театров оперы | Конкурс спектаклей театров оперы                                                                        | Конкурс спектаклей театров оперы     | Конкурс спектаклей театров оперы | Конкурс спектаклей театров оперы    | Конкурс спектаклей театров оперы |
| --- | -------------------------------- | -------------------------------- | --- | ------------------------------------ | -------------------------------- | ----------------------------------- | -------------------------------- |
| |                                  |                                  | |                                      |                                  |                                     |                                  |
| Спектакль/номинации                                                                                   | лучший спектакль                 | лучшая работа режиссёра          | лучшая роль                                                                                             | лучшая работа художника-постановщика | лучшая работа художника по свету | лучшая работа художника по костюмам | лучшая работа дирижёра           |
| |                                  |                                  | |                                      |                                  |                                     |                                  |
| «Cosi fan tutte» Театр оперы и балета имени П. И. Чайковского, Пермь                                  | зелёная ✓                        | –                                | Анна Касьян (Деспина) • Гарри Агаджанян (Дон Альфонсо) • Станислав Леонтьев (Феррандо)                  | –                                    | –                                | –                                   | Теодор Курентзис                 |
| «Medeamaterial» Театр оперы и балета имени П. И. Чайковского, Пермь                                   | зелёная ✓                        | –                                | Надежда Кучер (Медея)                                                                                   | –                                    | –                                | –                                   | Теодор Курентзис                 |
| «Война и мир» Музыкальный театр имени К. С. Станиславского и Вл. И. Немировича-Данченко, Москва       | зелёная ✓                        | –                                | Наталья Петрожицкая (Наташа Ростова) • Николай Ерохин (Пьер Безухов) • Дмитрий Ульянов (Кутузов)        | –                                    | Дамир Исмагилов                  | Ольга Поликарпова                   | Феликс Коробов                   |
| «Граф Ори» Театр оперы и балета, Екатеринбург                                                         | зелёная ✓                        | Игорь Ушаков                     | Надежда Бабинцева (Изолье, паж Графа) • Ирина Боженко (Графиня де Формутье) • Дмитрий Трунов (граф Ори) | Алексей Кондратьев                   | –                                | Ирэна Белоусова                     | Павел Клиничев                   |
| «Дневник Анны Франк» Камерный музыкальный театр имени Б. А. Покровского, Москва                       | зелёная ✓                        | Екатерина Василева               | Мария Симакова (Анна Франк)                                                                             | –                                    | –                                | –                                   | –                                |
| «Запрет на любовь» Театр «Геликон-Опера», Москва                                                      | зелёная ✓                        | Дмитрий Бертман                  | Марина Карпеченко (Изабелла)                                                                            | Хартмут Шоргхофер                    | –                                | –                                   | –                                |
| «Игра о душе и теле» Детский музыкальный театр имени Н. И. Сац, Москва                                | зелёная ✓                        | Георгий Исаакян                  | – | Валентина Останькович                | –                                | –                                   | Эндрю Лоуренс Кинг               |
| «Пиковая дама» Театр оперы и балета, Астрахань                                                        | зелёная ✓                        | Константин Балакин               | Елена Разгуляева (Лиза)                                                                                 | –                                    | Ирина Вторникова                 | Елена Вершинина                     | Валерий Воронин                  |
| «Руслан и Людмила» Большой театр, Москва                                                              | зелёная ✓                        | Дмитрий Черняков                 | Елена Заремба (Наина) • Альбина Шагимуратова (Людмила) • Чарльз Уоркмен (Финн/Баян)                     | Дмитрий Черняков                     | Глеб Фильштинский                | Елена Зайцева                       | –                                |
| «Сказки Гофмана» Мариинский театр, Санкт-Петербург                                                    | зелёная ✓                        | –                                | Ильдар Абдразаков (Линдорф, Коппелиус, Доктор Миракль, Дапертутто)                                      | –                                    | Александр Сиваев                 | –                                   | –                                |
| «Сон в летнюю ночь» Музыкальный театр имени К. С. Станиславского и Вл. И. Немировича-Данченко, Москва | зелёная ✓                        | Кристофер Олден                  | Роман Улыбин (Тезей)                                                                                    | Чарльз Эдвардс                       | –                                | –                                   | Уильям Лейси                     |

| Конкурс спектаклей оперетты / мюзикла                       | Конкурс спектаклей оперетты / мюзикла | Конкурс спектаклей оперетты / мюзикла | Конкурс спектаклей оперетты / мюзикла                                                                          | Конкурс спектаклей оперетты / мюзикла | Конкурс спектаклей оперетты / мюзикла | Конкурс спектаклей оперетты / мюзикла |
| ----------------------------------------------------------- | ------------------------------------- | ------------------------------------- | --- | ------------------------------------- | ------------------------------------- | ------------------------------------- |
|                                                             |                                       |                                       | |                                       |                                       |                                       |
| Спектакль/номинации                                         | лучший спектакль                      | лучшая работа режиссёра               | лучшая роль | лучшая работа художника-постановщика  | лучшая работа дирижёра                | лучшая работа композитора             |
|                                                             |                                       |                                       | |                                       |                                       |                                       |
| «Алые паруса» Молодежный театр «Глобус», Новосибирск        | зелёная ✓                             | Нина Чусова                           | – | –                                     | Алексей Людмилин                      | –                                     |
| «Алые паруса» Театр-Театр, Пермь                            | зелёная ✓                             | Борис Мильграм                        | Ирина Максимкина (Ассоль, Мэри)                                                                                | Виктор Шилькрот                       | –                                     | –                                     |
| «Ангел и психотерапевт» Проект «Открытая сцена», Москва     | –                                     | –                                     | – | –                                     | –                                     | Ефрем Подгайц                         |
| «Бал вампиров» Театр музыкальной комедии, Санкт-Петербург   | зелёная ✓                             | –                                     | Елена Газаева (Сара) • Манана Гогитидзе (Ребекка) • Георгий Новицкий (Альфред) • Иван Ожогин (граф фон Кролок) | –                                     | Алексей Нефедов                       | –                                     |
| «Двенадцать стульев» Театр музыкальной комедии, Новосибирск | зелёная ✓                             | Александр Лебедев                     | Евгений Дудник (Остап Бендер) • Роман Ромашов (Воробьянинов)                                                   | –                                     | Александр Новиков                     | –                                     |
| «Фанфан-Тюльпан» Театр «Московская оперетта», Москва        | зелёная ✓                             | Александр Горбань                     | Юрий Веденеев (Людовик XV) • Павел Иванов (Фанфан)                                                             | –                                     | Андрей Семёнов                        | Андрей Семёнов                        |

| Конкурс спектаклей балета                                                                                               | Конкурс спектаклей балета | Конкурс спектаклей балета                                             | Конкурс спектаклей балета            | Конкурс спектаклей балета        | Конкурс спектаклей балета           | Конкурс спектаклей балета | Конкурс спектаклей балета                              |
| --- | ------------------------- | --------------------------------------------------------------------- | ------------------------------------ | -------------------------------- | ----------------------------------- | ------------------------- | ------------------------------------------------------ |
| |                           |                                                                       |                                      |                                  |                                     |                           |                                                        |
| Спектакль/номинации | лучший спектакль          | лучшая роль                                                           | лучшая работа художника-постановщика | лучшая работа художника по свету | лучшая работа художника по костюмам | лучшая работа дирижёра    | лучшая работа постановщика (балетмейстера/ хореографа) |
| |                           |                                                                       |                                      |                                  |                                     |                           |                                                        |
| «Amore buffo» Театр оперы и балета, Екатеринбург                                                                        | зелёная ✓                 | Елена Воробьёва (Адина) • Андрей Сорокин                              | –                                    | –                                | –                                   | Павел Клиничев            | Вячеслав Самодуров                                     |
| «В сторону Дягилева: Kammermusik № 2, Monumentum Pro Gesualdo, Шут» Театр оперы и балета имени П. И. Чайковского, Пермь | зелёная ✓                 | Ляйсан Гизатуллина (Шутиха («Шут»)) • Александр Таранов (Шут («Шут»)) | –                                    | –                                | –                                   | Теодор Курентзис («Шут»)  | Алексей Мирошниченко («Шут»)                           |
| «Диана Вишнева: Диалоги» Мариинский театр, Санкт-Петербург                                                              | зелёная ✓                 | Диана Вишнёва • Андрей Меркурьев («Объект перемен»)                   | –                                    | –                                | –                                   | –                         | –                                                      |
| «Золушка» Музыкальный театр Республики Карелия, Петрозаводск                                                            | зелёная ✓                 | Алевтина Мухортикова (Золушка) • Игорь Пашко (мачеха Золушки)         | Эмиль Капелюш                        | Александр Мустонен               | Яна Глушанок                        | –                         | –                                                      |
| «Многогранность. Формы тишины и пустоты» Михайловский театр, Санкт-Петербург                                            | зелёная ✓                 | –                                                                     | –                                    | –                                | –                                   | –                         | –                                                      |
| «Роден» Театр балета Бориса Эйфмана, Санкт-Петербург                                                                    | зелёная ✓                 | Любовь Андреева (Камилла) • Олег Габышев (Роден)                      | –                                    | –                                | –                                   | –                         | Борис Эйфман                                           |
| «Свадебка» Театр оперы и балета имени П. И. Чайковского, Пермь                                                          | зелёная ✓                 | Иван Порошин (жених)                                                  | –                                    | –                                | –                                   | Теодор Курентзис          | –                                                      |
| «Сильфида» Музыкальный театр имени К. С. Станиславского и Вл. И. Немировича-Данченко, Москва                            | зелёная ✓                 | Эрика Микиртичева (Сильфида)                                          | –                                    | –                                | –                                   | Антон Гришанин            | –                                                      |
| «Сон в летнюю ночь» Мариинский театр, Санкт-Петербург                                                                   | зелёная ✓                 | Екатерина Кондаурова (Титания)                                        | –                                    | –                                | –                                   | –                         | –                                                      |
| |                           |                                                                       |                                      |                                  |                                     |                           |                                                        |
| Конкурс спектаклей балета (современный танец)                                                                           |                           |                                                                       |                                      |                                  |                                     |                           |                                                        |
| |                           |                                                                       |                                      |                                  |                                     |                           |                                                        |
| «3 сестры. Действие 1» Проект «Открытая сцена», Москва                                                                  | зелёная ✓                 | –                                                                     | –                                    | –                                | –                                   | –                         | –                                                      |
| «Sepia» Провинциальные танцы, Екатеринбург                                                                              | зелёная ✓                 | –                                                                     | Анастасия Соколова                   | Нина Индриксон                   | –                                   | –                         | Татьяна Баганова                                       |
| «Анна Каренина» Государственный академический театр имени Е. Вахтангова, Москва                                         | зелёная ✓                 | Ольга Лерман (Анна Каренина)                                          | Мариюс Яцовскис                      | –                                | –                                   | –                         | Анжелика Холина                                        |
| «Едоки» Театр-студия современной хореографии, Москва                                                                    | зелёная ✓                 | –                                                                     | –                                    | –                                | –                                   | –                         | –                                                      |
| «Кукушки» Танцевальная компания «Каннон Данс», Санкт-Петербург                                                          | зелёная ✓                 | –                                                                     | –                                    | –                                | –                                   | –                         | –                                                      |

| Конкурс спектаклей театров кукол                                                                                      | Конкурс спектаклей театров кукол | Конкурс спектаклей театров кукол     | Конкурс спектаклей театров кукол     | Конкурс спектаклей театров кукол |
| --- | -------------------------------- | ------------------------------------ | ------------------------------------ | -------------------------------- |
| |                                  |                                      |                                      |                                  |
| Спектакль/номинации                                                                                                   | лучший спектакль                 | лучшая работа режиссёра              | лучшая работа художника-постановщика | лучшая актёрская работа          |
| |                                  |                                      |                                      |                                  |
| «Русалка Света из деревни Перемилово» Театр «Кукольный формат», Санкт-Петербург совместно с Ярославским театром кукол | зелёная ✓                        | Анна Викторова и Светлана Дорожко    | Анна Викторова                       | Светлана Дорожко                 |
| «Скорая театральная помощь» Театр «Тень», Москва                                                                      | зелёная ✓                        | Майя Краснопольская и Илья Эпельбаум | Илья Эпельбаум                       | –                                |
| «Снеговик» Театр кукол имени С. В. Образцова, Москва                                                                  | зелёная ✓                        | Борис Константинов                   | Евгения Шахотько                     | Андрей Нечаев                    |

| Конкурс «Эксперимент» (поиск новых выразительных средств современного театра)                                                                      | Конкурс «Эксперимент» (поиск новых выразительных средств современного театра) | Конкурс «Эксперимент» (поиск новых выразительных средств современного театра) | Конкурс «Эксперимент» (поиск новых выразительных средств современного театра) |
| --- | ----------------------------------------------------------------------------- | ----------------------------------------------------------------------------- | ----------------------------------------------------------------------------- |
| |                                                                               |                                                                               |                                                                               |
| Спектакль/номинации | лучший спектакль                                                              | лучшая работа постановщика (балетмейстера/ хореографа)                        | лучшая работа композитора                                                     |
| |                                                                               |                                                                               |                                                                               |
| «Берлуспутин» Театр.doc, Москва | зелёная ✓                                                                     | –                                                                             | –                                                                             |
| «История солдата» Проект «Платформа», международный центр танца и перформанса «ЦЕХ», Москва, танцевальная компания «Club Guy and Roni», Нидерланды | зелёная ✓                                                                     | Гай Вайцман и Рони Хавер                                                      | –                                                                             |
| «Полнолуние» Фестиваль «Территория», Москва | зелёная ✓                                                                     | –                                                                             | Алексей Сысоев                                                                |
| «Солдат» Театр.doc, Москва и «Театр Post», Санкт-Петербург                                                                                         | зелёная ✓                                                                     | –                                                                             | –                                                                             |
| «Узбек» Театр имени Й. Бойса и Сахаровский центр, Москва                                                                                           | зелёная ✓                                                                     | –                                                                             | –                                                                             |

### Лауреаты премии «Золотая маска» 2013 года
Председателем жюри драматического театра и театров кукол стал Валерий Фокин (худ. рук. Александринского театра), в члены жюри вошли Фарид Бикчантаев (профессор), Игорь Гурович (дизайнер), Светлана Замараева (актриса), Владимир Золотарь (режиссёр), Валерий Полуновский (художник), Глеб Ситковский (критик), Алёна Солнцева (критик), Евгения Тропп (критик), Нелли Уварова (актриса), Мария Шашлова (актриса), Алла Шендерова (критик), Виктор Шрайман (режиссёр), Сергей Юшкевич (актёр).
Председателем жюри музыкальных театров выступил дирижёр Эри Клас, в члены жюри вошли Александр Анисимов (дирижёр), Юлия Бедерова (критик), Екатерина Бирюкова (критик), Дмитрий Богачёв (продюсер), Сергей Вихарев (хореограф), Лейла Гучмазова (критик), Анна Жарова (балерина), Павел Каплевич (художник), Маквала Касрашвили (певица), Ашот Назаретян (артист балета), Владислав Пьявко (певец), Владимир Раннев (композитор), Дмитрий Сибирцев (пианист), Андриан Фадеев (худ. рук.-директор Театра балета им. Л. Якобсона), Сусанна Цирюк (режиссёр), Вячеслав Шляхтов (актёр).
Церемония вручения премий состоялась 16 апреля на сцене Музыкального театра им. К. С. Станиславского и Вл. И. Немировича-Данченко. Режиссёром-постановщиком церемонии выступила Нина Чусова, за внешний вид церемонии отвечал Зиновий Марголин. «Благородно и сдержанно», по мнению «Независимой газеты», церемонию провели Евгений Писарев и Елизавета Боярская.
Марина Гайкович и Ольга Галахова, обозреватели «Независимой газеты» отметили отсутствие явного фаворита в оперном конкурсе. Победу отдали спектаклю «Сон в летнюю ночь», что, по мнению обозревателей, явилось ответом профессионального сообщества тем, кто призывал бойкотировать этот спектакль. Получение «Золотой маски» Ильдаром Абдразаковым за лучшую мужскую роль спектакле «Сказки Гофмана» было названо утешительным призом Мариинскому театра, для которого это стало единственной победой в оперных номинациях в этом году. Кирилл Матвеев из Газета.ру назвал победу Ильдара Абдразакова, чей «великолепный бас сразил наповал», безоговорочной Обозреватели «Независимой газеты» отметили профессиональность жюри драматического театра. В целом, жюри в равной степени отметили и традиционные и новаторские работы, что было названо обозревателями большим достижением. Ирина Шведова, обозреватель газеты «Московская правда», писала, что многие посчитали решения жюри предсказуемыми или предвзятыми, но отметила при этом практически полное отсутствие недовольных. Конкурс, по её мнению, являлся репрезентативным, но оставляет ощущение влияния личных пристрастий критиков и компромиссности. Дмитрий Циликин из «Росбалт» положительно отозвался о решениях жюри этого года, благодаря которым удалось наградить хороших актёров, поучаствовавших при этом не в самых удачных постановках. Наталья Каминская, обозреватель журнала «Театрал», положительно высказалась о церемонии вручения за отсутствие растягивающих её продолжительность выступлений. Отметив неизбежность разочарований, сопровождающих объявление победителей, Наталья Каминская процитировала слова песни, по её мнению, точно описывающую церемонию этого года: «Молодым везде у нас дорога, старикам везде у нас почёт».
Таблица лауреатов составлена на основании положения о премии (от 12 декабря 2011 года) и официального опубликованного списка лауреатов.
Легенда:
     — Лауреаты премий в основных номинациях

     — Лауреаты премий в частных номинациях

 — Премия не присуждалась
| Конкурс                                                           | Номинация                                                                                               | Победитель                                 | Произведение (роль)                                               | Театр (учреждение)                                                                                 |  |
| ----------------------------------------------------------------- | --- | ------------------------------------------ | ----------------------------------------------------------------- | -------------------------------------------------------------------------------------------------- |  |
|                                                                   | |                                            |                                                                   | |  |
| Конкурс спектаклей драматического театра                          | Лучший спектакль большой формы                                                                          | «Без названия»                             | «Без названия»                                                    | Театр драмы им. Ф. Волкова, Ярославль                                                              |  |
| Конкурс спектаклей драматического театра                          | Лучший спектакль малой формы                                                                            | «Антитела»                                 | «Антитела»                                                        | «Балтийский дом», Санкт-Петербург                                                                  |  |
| Конкурс спектаклей драматического театра                          | Лучшая работа режиссёра                                                                                 | Марат Гацалов                              | «Август: графство Осейдж»                                         | «Глобус», Новосибирск                                                                              |  |
| Конкурс спектаклей драматического театра                          | Лучшая работа художника-постановщика                                                                    | Сергей Бархин                              | «Гедда Габлер»                                                    | Александринский театр, Санкт-Петербург                                                             |  |
| Конкурс спектаклей драматического театра                          | Лучшая работа художника по костюмам                                                                     | N [ 15 ]                                   | N [ 15 ]                                                          | N [ 15 ]                                                                                           |  |
| Конкурс спектаклей драматического театра                          | Лучшая работа художника по свету                                                                        | Майя Шавдатуашвили                         | «Пристань»                                                        | Театр им. Евг. Вахтангова, Москва                                                                  |  |
| Конкурс спектаклей драматического театра                          | Лучшая женская роль                                                                                     | Роза Хайруллина                            | «Лир» (Король Лир)                                                | «Приют Комедианта», Санкт-Петербург                                                                |  |
| Конкурс спектаклей драматического театра                          | Лучшая мужская роль                                                                                     | Виталий Кищенко                            | «Без названия» (Платонов)                                         | Театр драмы им. Ф. Волкова, Ярославль                                                              |  |
| Конкурс спектаклей драматического театра                          | Лучшая роль второго плана                                                                               | Светлана Немоляева                         | «Таланты и поклонники» (Домна Пантелевна)                         | Театр им. Вл. Маяковского, Москва                                                                  |  |
|                                                                   | |                                            |                                                                   | |  |
| Конкурс спектаклей театров оперы                                  | Лучший спектакль                                                                                        | «Сон в летнюю ночь»                        | «Сон в летнюю ночь»                                               | Музыкальный театр им. К. С. Станиславского и Вл. И. Немировича-Данченко, Москва                    |  |
| Конкурс спектаклей театров оперы                                  | Лучшая работа режиссёра                                                                                 | Дмитрий Черняков                           | «Руслан и Людмила»                                                | Большой театр, Москва                                                                              |  |
| Конкурс спектаклей театров оперы                                  | Лучшая работа дирижёра                                                                                  | Теодор Курентзис                           | «Cosi fan tutte»                                                  | Театр оперы и балета им. П. Чайковского, Пермь                                                     |  |
| Конкурс спектаклей театров оперы                                  | Лучшая женская роль                                                                                     | Надежда Кучер                              | «Medeamaterial» (Медея)                                           | Театр оперы и балета им. П. Чайковского, Пермь                                                     |  |
| Конкурс спектаклей театров оперы                                  | Лучшая мужская роль                                                                                     | Ильдар Абдразаков                          | «Сказки Гофмана» (Линдорф, Коппелиус, Доктор Миракль, Дапертутто) | Мариинский театр, Санкт-Петербург                                                                  |  |
|                                                                   | |                                            |                                                                   | |  |
| Конкурс спектаклей оперетты / мюзикла                             | Лучший спектакль                                                                                        | «Бал вампиров»                             | «Бал вампиров»                                                    | Театр музыкальной комедии, Санкт-Петербург                                                         |  |
| Конкурс спектаклей оперетты / мюзикла                             | Лучшая работа режиссёра                                                                                 | Борис Мильграм                             | «Алые паруса»                                                     | «Театр-Театр», Пермь                                                                               |  |
| Конкурс спектаклей оперетты / мюзикла                             | Лучшая работа дирижёра                                                                                  | Алексей Людмилин                           | «Алые паруса»                                                     | «Глобус», Новосибирск                                                                              |  |
| Конкурс спектаклей оперетты / мюзикла                             | Лучшая женская роль                                                                                     | Манана Гогитидзе                           | «Бал вампиров» (Ребекка)                                          | Театр музыкальной комедии, Санкт-Петербург                                                         |  |
| Конкурс спектаклей оперетты / мюзикла                             | Лучшая мужская роль                                                                                     | Иван Ожогин                                | «Бал вампиров» (Граф фон Кролок)                                  | Театр музыкальной комедии, Санкт-Петербург                                                         |  |
|                                                                   | |                                            |                                                                   | |  |
| Конкурс спектаклей балета                                         | Лучший спектакль балета                                                                                 | «Диана Вишнёва: Диалоги»                   | «Диана Вишнёва: Диалоги»                                          | Мариинский театр, Санкт-Петербург                                                                  |  |
| Конкурс спектаклей балета                                         | Лучший спектакль современного танца                                                                     | «Едоки»                                    | «Едоки»                                                           | Театр-студия современной хореографии, Москва                                                       |  |
| Конкурс спектаклей балета                                         | Лучшая работа постановщика (балетмейстера/хореографа)                                                   | Гай Вайцман, Рони Хавер                    | «История солдата», Проект «Платформа»                             | Международный центр танца и перформанса «ЦЕХ», танцевальная компания Club Guy and Roni, Нидерланды |  |
| Конкурс спектаклей балета                                         | Лучшая работа дирижёра                                                                                  | Теодор Курентзис                           | «Шут»                                                             | Театр оперы и балета им. П. Чайковского, Пермь                                                     |  |
| Конкурс спектаклей балета                                         | Лучшая женская роль                                                                                     | Диана Вишнёва                              | «Диана Вишнёва: Диалоги»                                          | Мариинский театр, Санкт-Петербург                                                                  |  |
| Конкурс спектаклей балета                                         | Лучшая мужская роль                                                                                     | Олег Габышев                               | «Роден» (Роден)                                                   | Театр балета Бориса Эйфмана, Санкт-Петербург                                                       |  |
|                                                                   | |                                            |                                                                   | |  |
| Конкурс спектаклей театров кукол                                  | Лучший спектакль                                                                                        | «Скорая театральная помощь»                | «Скорая театральная помощь»                                       | «Тень», Москва                                                                                     |  |
| Конкурс спектаклей театров кукол                                  | Лучшая работа режиссёра                                                                                 | Майя Краснопольская, Илья Эпельбаум        | «Скорая театральная помощь»                                       | «Тень», Москва                                                                                     |  |
| Конкурс спектаклей театров кукол                                  | Лучшая работа художника                                                                                 | Евгения Шахотько                           | «Снеговик»                                                        | театр кукол имени С. В. Образцова, Москва                                                          |  |
| Конкурс спектаклей театров кукол                                  | Лучшая актёрская работа                                                                                 | Андрей Нечаев                              | «Снеговик»                                                        | театр кукол имени С. В. Образцова, Москва                                                          |  |
|                                                                   | |                                            |                                                                   | |  |
| Из номинантов на звание «Лучший спектакль» — музыкальных театров  | Лучшая работа художника в музыкальном театре                                                            | Дмитрий Черняков                           | «Руслан и Людмила»                                                | Большой театр, Москва                                                                              |  |
| Из номинантов на звание «Лучший спектакль» — музыкальных театров  | Лучшая работа художника по костюмам                                                                     | Ирэна Белоусова                            | «Граф Ори»                                                        | Театр оперы и балета, Екатеринбург                                                                 |  |
| Из номинантов на звание «Лучший спектакль» — музыкальных театров  | Лучшая работа художника по свету                                                                        | Александр Мустонен                         | «Золушка»                                                         | Музыкальный театр Республики Карелия, Петрозаводск                                                 |  |
| Из номинантов на звание «Лучший спектакль» — музыкальных театров  | Лучшая работа композитора                                                                               | Алексей Сысоев                             | «Полнолуние»                                                      | Фестиваль «Территория», Москва                                                                     |  |
|                                                                   | |                                            |                                                                   | |  |
| Эксперимент поиск новых выразительных средств современного театра | Лучший спектакль                                                                                        | «Полнолуние»                               | «Полнолуние»                                                      | Фестиваль «Территория», Москва                                                                     |  |
|                                                                   | |                                            |                                                                   | |  |
| Специальные премии                                                | |                                            |                                                                   | |  |
|                                                                   | |                                            |                                                                   | |  |
| Специальные премии жюри                                           | |                                            |                                                                   | |  |
| Специальная премия жюри драматического театра                     | коллектив спектакля «Пристань»                                                                          | коллектив спектакля «Пристань»             | Театр им. Евг. Вахтангова, Москва                                 | |  |
| Специальная премия жюри драматического театра                     | творческий дуэт Дмитрия Волкострелова и Ксении Перетрухиной                                             |                                            |                                                                   | |  |
| Специальная премия жюри музыкальных театров                       | Театр оперы и балета, Екатеринбург                                                                      | Театр оперы и балета, Екатеринбург         | Театр оперы и балета, Екатеринбург                                | |  |
| Специальная премия жюри музыкальных театров                       | балет                                                                                                   | балет                                      | Театр оперы и балета им. П. Чайковского, Пермь                    | |  |
| Специальная премия жюри музыкальных театров                       | «Игра о душе и теле»                                                                                    | «Игра о душе и теле»                       | Детский музыкальный театр имени Н. И. Сац, Москва                 | |  |
| Приз критики                                                      | «Антитела»                                                                                              | «Антитела»                                 | «Балтийский дом», Санкт-Петербург                                 | |  |
| Лучший зарубежный спектакль, показанный в России в 2012 г.        | режиссёр Кэти Митчел                                                                                    | «Кристина»                                 | «Шаубюне ам Ленинер плац», Берлин, Германия                       | |  |
| Лучший зарубежный спектакль, показанный в России в 2012 г.        | |                                            |                                                                   | |  |
| За выдающийся вклад в развитие театрального искусства             | Татьяна Доронина • Леонид Броневой • Зинаида Шарко • Александр Белинский • Иван Бобылев • Роберт Стуруа | За поддержку театрального искусства России | За поддержку театрального искусства России                        | Компания «Боско ди Чильеджи»                                                                       |  |

## Галерея 2013 года
- Перед церемонией награждения премией «Золотая маска» 2013 г.
- Ведущие церемонии Евгений Писарев и Елизавета Боярская
- Церемония вручения премий «Золотая маска»
- Евгений Марчелли и труппа театра им. Ф. Волкова. Спектакль «Без названия»
- Михаил Патласов и Ольга Белинская. Спектакль «Антитела»
- Марат Гацалов
- Сергей Бархин
- Майя Шавдатуашвили
- Роза Хайруллина
- Роза Хайруллина
- Виталий Кищенко
- Светлана Немоляева
- Светлана Немоляева, Александр Лазарев и Полина Лазарева
- Роман Улыбин — артист спектакля «Сон в летнюю ночь»
- Дмитрий Черняков
- Алексей Мирошниченко и Теодор Курентзис
- Надежда Кучер
- Елена Газаева — актриса мюзикла «Бал вампиров»
- Борис Мильграм
- Алексей Людмилин
- Манана Гогитидзе
- Диана Вишнёва
- Диана Вишнёва
- Майя Краснопольская и Илья Эпельбаум
- Евгения Шахотько
- Андрей Нечаев
- Ирэна Белоусова
- Алексей Сысоев
- Коллектив спектакля «Полнолуние»
- Коллектив спектакля «Пристань»
- Ксения Перетрухина и Дмитрия Волкострелов
- Коллектив спектакля «Игра о душе и теле»
- Тобиас Файта, директор театра «Шаубюне ам Ленинер плац»
- Глава компании «Боско ди Чильеджи» Михаил Куснирович
- Вручение премий за выдающийся вклад в развитие театрального искусства
- Владимир Большов и Агриппина Стеклова
- Ирина Пегова
- Мария Ревякина
- Эдит Куснирович, Алла Демидова и Людмила Максакова
- Почётные значки, вручаемые лауреатам премии
- Валерий Фокин и Константин Райкин
- Павел Каплевич